# 神社明細帳
神社明細帳（じんじゃめいさいちょう）は、内務省および庁府県に備え付けられていた神社の台帳である。

## 根拠法規
1879年（明治12年）6月28日、内務省達乙第31号により、神社及び寺院の明細帳を作成し、その副本を内務省に送付することが各府県に命じられた。各府県では、社寺取扱規則（明治11年内務省達乙第57号）の基準に合致する社寺を、届出又は職権によりそれぞれ神社明細帳及び寺院明細帳に登載した。

## 概要
神社明細帳は、1872年（明治5年）に神祇省から地方庁に神社の調査が命じられ、翌年、その進達にもとづいて社格の決定をした結果によるという。
1879年（明治12年）、内務省は一定の様式によって府県に神社および寺院の明細帳を調進させ（明治12年内務省達乙31号）、1913年（大正2年）には省令第6号で様式を定めた。つまり、新旧2つの様式があることになる。
法律的には、ここに登載されることによって行政の対象となる。その調製者は地方長官であり、地方長官は所定の様式で2通、調製し、うち1通を内務大臣に進達することを要する。記載事項は常に事実と符合させ、明確にする必要があるから、記載事項に異動が生じた場合は遅怠なく加除訂正しなければならない。
神社は明細帳の記載事項に変更が生じたとき、またはその訂正を要すると認めるときは地方長官に申出て、地方長官はその事件を適当と認めたときはその事項の性質によって、地方長官限り、あるいは内務大臣に稟伺し、その認可を得て変更または訂正し、その結果は内務報告令にもとづき明細帳異動報告として内務大臣に報告することになっていた。
神社明細帳は明治初年に調製されたためか、届出に誤りや洩れがあり、その取り扱いの過誤を除去してあらためて明細帳に登載すること（明細帳脱漏神社の編入）が行なわれたが、その際には神社の創立に類するような取り扱いをされ、慎重な要件のもとに許可された。
内務省は宗教法人神社本庁が設立される前日の1946年（昭和21年）2月2日まで国家が定めた台帳として管理し、その後は文部省が保管した。

## 種類
(1)官国幣社明細帳（各社別）、(2)府県社以下神社明細帳および(3)招魂社明細帳（以上市郡別）の3があった。
1. 官国幣社明細帳は官国幣社の鎮座地、社格、社名、祭神、由緒、例祭日、本殿以下の建物および図面、造営の沿革、境内坪数および付近の平面図、氏子戸数、境内外摂末社、境内招魂社、遙拝所などが記された。
2. 府県社以下神社明細帳もほぼ(1)と同じで、鎮座地、社格、社名、祭神、由緒、社殿、境内、氏子または崇敬者名簿、境内神社などが記された。
3. 招魂社明細帳は(1)や(2)に比べると祭神名が多いから定められた欄が設けられ、神名、旧藩名、族籍身分、合祀年月日、官私祭区別、戦死事故など祭神に関するほか鎮座地、官私祭の別、由緒、社殿、境内坪数などが記された。

なお、これらの明細帳に類似するものとして、遙拝所明細帳、官修墳墓明細帳がある。